# Марія Аданез
Марія Аданез (ісп. María Adánez, 12 березня 1976, Мадрид, Іспанія) — іспанська акторка, сценаристка, кінорежисерка.

## Вибіркова фільмографія
- Найгірші роки нашого життя (1994)
- Між ніг (1999)
- Моє велике грецьке літо (2009)

## Зовнішні посилання
- Марія Аданез на сайті IMDb (англ.)